# Sergio Mendoza (escritor)
Sergio Mendoza es un escritor y guionista  mexicano de telenovelas y series dramáticas norteamericanas. Actualmente es director de desarrollo de contenido de Telemundo. Como escritor, es conocido por haber creado junto a Perla Farias la serie Falsa Identidad, y formar parte del equipo de escritores de Señora Acero durante sus primeras 3 temporadas. 

## Trayectoria
Inició su carrera en 2010 en el área de periodismo de espectáculos, colaborando con Aurora Valle en el exitoso programa de televisión Vidas Paralelas. Luego de dos temporadas, dio el brinco a la ficción con los unitarios Historias de la Virgen Morena, su primera colaboración para la cadena Telemundo. En el 2013 regresa a Televisa para participar en la serie Nueva Vida, escribiendo el capítulo piloto. 
En 2014, se suma al equipo de escritores que adaptó la telenovela Cerro Alegre, para Telemundo bajo la autorías de Sebastian Arrau y Coca Gómez. La adaptación lleva por nombre La Impostora, y fue la última participación de Christian Bach en televisión.
Pero la gran oportunidad la recibe de manos de Roberto Stopello, escritor para televisión de La Reina del Sur, cuando lo integra al equipo creativo de Señora Acero.
Después de 3 temporadas, en el 2017 termina su colaboración con Señora Acero, para integrarse al equipo de Mariposa de Barrio, la bioserie de Jenni Rivera. El era el único miembro del equipo de escritores que había conocido en vida a la diva de la banda gracias a su trabajo como periodista. A finales del 2017, desarrolla junto a Perla Farias su primera serie original: Falsa Identidad. La serie tiene en el rol protagónico a Luis Ernesto Franco, Camila Sodi y Samadhi Zendejas. Esta es la segunda vez que Samadhi Zendejas y Sergio Mendoza colaboran en el mismo seriado.
Luego de concluir Falsa Identidad, fue nombrado Director del departamento de Desarrollo de Telemundo.

## Obras

### Historias originales
- Vuelve a mí (2023)
- Falsa Identidad (2018) con Perla Farías.

### Escritor
- Vidas Paralelas (2010)
- Historias de la Virgen Morena (2012)
- Nueva Vida (2013)
- La Impostora (2014)
- Señora Acero (2014 - 2016) Dialoguista temporada 1, 2 y 3.
- Bajo el mismo cielo (2015)  Dialoguista.
- Mariposa de Barrio (2017) Dialoguista
- Relatos de un sueño Americano (2017)
- Milagros de Navidad (2017)

### Dirección de desarrollo
- Milagros de Navidad (2017)
- Falsa identidad (2018)
- Betty en NY (2019)